# Tu
Tu, etnička grupa Mongola naseljena u kineskoj provinciji Gansu i u autonomnom okrugu Huzhu Tu. Kinezi službeno narod Tu vode kao dio tibetske nacionalnosti, no po svom nacionalnom etnitetu, jeziku, kulturi i povijesti s njima nemaju ničega zajedničkog. Srodnost naroda Tu je s mongolskim plemenia Bonan, Dongxiang, Kangjia i Istočnim Yugurima. 
Prvi puta spominju se 1227. pojavom Mongola, a njihovi preci su pleme Tuguhun koji se nastanjuju u provincijama Gansu i Qinghai, gdje su se pomiješali s pripadnicima različitih drugih naroda. Mjesta na kojima oni danas žive još uvijek se nazivaju tuhun.
Tu-populacija iznosi oko 240,000; 10,000 (1999 Junast), ali je broj govornika znatno manji, jer mnogi danas govore samo kineski, a oko 4,000 kao prvim jezikom govore bonan. 
Do skorog vremena Tu-djevojka morala se udati sa svojih 15 godina, nakon čega, ako to ne bi učinila, govorili bi da se 'udala za nebo', a da to ne učini ni do sredine dvadesetih postala bi ruglo cijelom selu. 
Tu su sljedbenici tibetskog budizma, a prisutan je još i šamanizam. Najvažnija svečanost je festival Nadun (zabava ili karneval u njihovo jeziku) koji održavaju jednom godišnje u okrugu Minhe u Qinghaiju.